# Robert Sidney Buck
Robert Sidney Buck (ur. 27 listopada 1884 – zm. 15 maja 1960) – angielski piłkarz, reprezentant Urugwaju i Argentyny. Podczas kariery występował na pozycji napastnika. 

## Kariera klubowa
Robert Sidney Buck całą piłkarską karierę spędził w klubie Montevideo Wanderers. Z Wanderers zdobył mistrzostwo Urugwaju w 1909. Potem występował w argentyńskim Quilmes.

## Kariera reprezentacyjna
W reprezentacji Urugwaju Buck występował w latach 1909-1910. W reprezentacji zadebiutował 19 września 1909 w zremisowanym 2-2 meczu z Argentyny, którego stawką było Copa Newton. W 68 min. strzelając bramkę ustalił wynik meczu. 
W 1910 został powołany na pierwszą, jeszcze nieoficjalną edycję Mistrzostw Ameryki Południowej, który wówczas nazywał się Copa Centenario Revolución de Mayo 1910. Na turnieju w Buenos Aires Buck wystąpił w obu meczach z Chile (bramka) i Argentyną, który był jego ostatnim meczem w reprezentacji Urugwaju.
| Mecze i gole w reprezentacji | Mecze i gole w reprezentacji | Mecze i gole w reprezentacji | Mecze i gole w reprezentacji | Mecze i gole w reprezentacji | Mecze i gole w reprezentacji | Mecze i gole w reprezentacji |
| #                            | Data                         | Miasto                       | Przeciwnik                   | Gol                          | Wynik                        | Rozgrywki                    |
| ---------------------------- | ---------------------------- | ---------------------------- | ---------------------------- | ---------------------------- | ---------------------------- | ---------------------------- |
| 1.                           | 19.09.1909                   | Montevideo                   | Argentyna                    | Gol                          | 2:2                          | Copa Newton                  |
| 2.                           | 29.05.1910                   | Buenos Aires                 | Chile                        | Gol                          | 3:0                          | Copa Centenario              |
| 3.                           | 12.06.1910                   | Buenos Aires                 | Argentyna                    |                              | 1:4                          | Copa Centenario              |

Podczas gry w Quilmes Buck wystąpił w reprezentacji Argentyny 25 sierpnia 1912 w przegranym 0-3 meczu w Gran Premio de Honor Uruguayo z Urugwajem.